# Tommaso Ticali
Tommaso Ticali (Bagheria, 24 marzo 1956) è un allenatore di atletica leggera italiano, specialista nel mezzofondo e nella maratona.

## Biografia
Da giovane mezzofondista ha ottenuto ottime prestazioni nel 1.000 e nei 2.000 metri, conseguendo il titolo italiano universitario nei 1.500 metri a Rieti nel 1978. 
Ha iniziato l'attività di allenatore nel 1981, seguendo nel corso della carriera numerosi atleti internazionali tra cui Vincenzo Modica (argento nella maratona ai Campionati del mondo 1999 di Siviglia e bronzo ai Campionati europei 1998 di Budapest) e Anna Incerti (oro nella maratona ai Campionati Europei di Barcellona 2010 e 14ª alle Olimpiadi di Pechino del 2008). Con i suoi atleti ha partecipato a quattro olimpiadi (Sydney, Pechino, Londra e Rio) 
Nel 1992 è stato co-fondatore della Polisportiva A.P.B. (Atletica Partinico Bagheria).